# Бајел (Орн)
Бајел (фр. Bailleul) насеље је и општина у северној Француској у региону Доња Нормандија, у департману Орн која припада префектури Аржантан.
По подацима из 2011. године у општини је живело 620 становника, а густина насељености је износила 37,19 становника/km². Општина се простире на површини од 16,67 km². Налази се на средњој надморској висини од 177 метара (максималној 237 m, а минималној 125 m).

## Демографија
| 1962. | 1968. | 1975. | 1982. | 1990. | 1999. | 2011. |
| ----- | ----- | ----- | ----- | ----- | ----- | ----- |
| 425   | 430   | 523   | 518   | 558   | 603   | 620   |

График промене броја становника у току последњих година